# María de la Peña Berraondo
María de la Peña Berraondo es una abogada española. De la Peña fue la 27ª presidenta de la Real Sociedad de Fútbol, de manera interina. Fue la primera y, hasta ese momento, única mujer en ostentar el cargo de presidenta en toda la historia del club guipuzcoano.

## María de la Peña como presidenta
El día de 2 de junio de 2007, el presidente de la Real Sociedad, Miguel Fuentes Azpiroz, renunció por sorpresa a su cargo, poco tiempo después de haber sido elegido y tres días después de anunciar que continuaría en su cargo si los accionistas le respaldaban en la junta de accionistas que se celebraría el día 30 de junio. Fuentes abandonó su cargo alegando para su marcha "motivos personales".
Tras dimitir Fuentes María de la Peña asumió la presidencia de forma intertina. En ese momento los resultados deportivos eran negativos y la mala situación económica creaba una gran incertidumbre.
Pocos meses después, en noviembre del mismo año, María de la Peña decidió renunciar a su cargo, que sería asumido por el entonces vicepresidente, Juan Larzábal Castilla. Antes de marcharse, de la Peña hizo un llamamiento al diálogo y a la unidad de todos los accionistas y aficionados.